# Wejherowo
Wejherowo (Wejrowò en cachoube, Weyersfrey puis Neustadt in Westpreußen en allemand) est une ville de Pologne située dans le nord du pays, à proximité de la mer Baltique, non loin de la baie de Gdansk, à environ 25 km de Gdynia et à 40 km de l'aéroport Lech-Wałęsa de Gdańsk.
Capitale du Powiat de Wejherowo, dans la voïvodie de Poméranie, elle comptait environ 47 000 habitants en 2006.

## Histoire
Wejherowo a été fondée en 1643 par Jakob Weyer, qui reçut ce privilège du roi de Pologne Ladislas IV Vasa, en récompense de sa participation à la défense de la forteresse de Smolensk.
Après le premier partage de la Pologne, en 1772, Wejherowo (Weyersfrey rebaptisée Neustadt in Westpreussen), appartint à la Prusse et à partir de 1871 à l'Empire allemand.

## Photographies

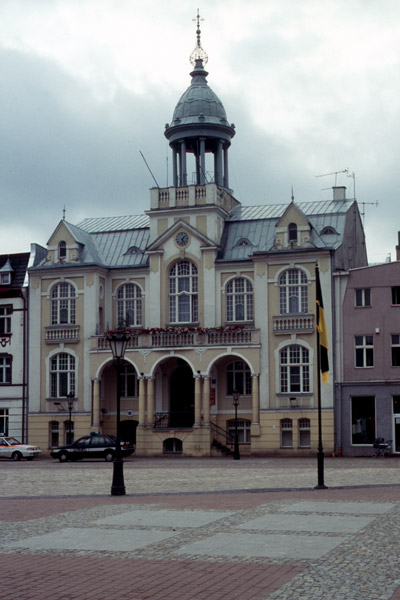
L'Hôtel de Ville
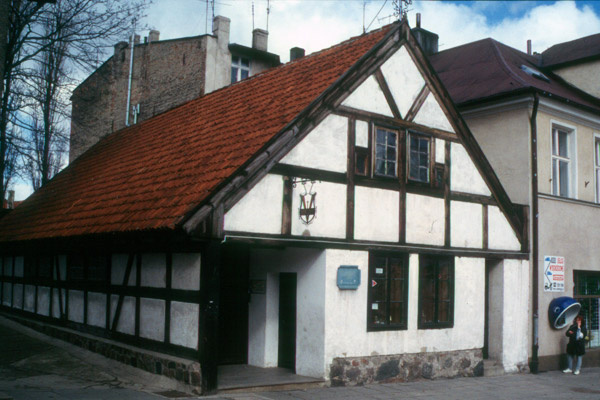
Ancien hôpital
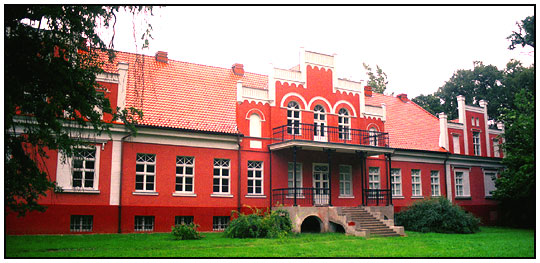
Musée de littérature et de musique de Poméranie
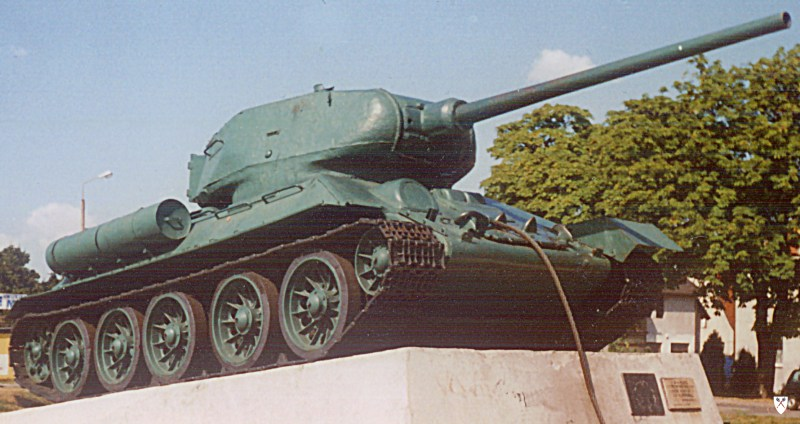
Monument représentant un T-34

## Population
| Années | nombre d'habitants |
| ------ | ------------------ |
| 1901   | 7 200              |
| 1948   | 13 400             |
| 1960   | 24 500             |
| 1970   | 33 800             |
| 1980   | 42 400             |
| 1990   | 46 800             |
| 2000   | 47 000             |
| 2004   | 46 400             |
| 2006   | 47 159             |
| 2011   | 49 922             |

## Culturel
- Musée de littérature et de musique de Cachoubie.

## Personnalités nées à Wejherowo
- Jerzy Budnik (né en 1951), homme politique.
- Ryszard Kaczyński (né en 1954), homme politique.
- Dorota Masłowska (née en 1983), écrivain, romancière, dramaturge et journaliste.
- Paul Gottlieb Nipkow (1860-1940), ingénieur et inventeur allemand, pionnier de la télévision.
- Paweł Poljański (né en 1990), coureur cycliste.

## Jumelages
| Ville | Ville             | Pays | Pays        |
| ----- | ----------------- | ---- | ----------- |
|       | Chełmno           |      | Pologne     |
|       | commune de Tyresö |      | Suède       |
|       | Ivano-Frankivsk   |      | Ukraine     |
|       | Pastavy           |      | Biélorussie |
|       | Rouen             |      | France      |
|       | Trutnov           |      | Tchéquie    |
|       | Švenčionys        |      | Lituanie    |